# DRACO (antiviral)
DRACO las siglas del inglés para oligómerizador de caspasa activada de ARN (dsARN) de doble cadena es un grupo de medicinas antivirales experimentales bajo desarrollo en el Instituto Tecnológico de Massachusetts. Se ha reportado que DRACO tiene eficaz de espectro amplia contra los virus infecciosos. Esto incluye al flavivirus del Dengue, arenaviruses Ampari y Tacaribe, el bunyavirus Guama, la gripe porcina, y el Rhinovirus, el cual causa el resfriado común. Se ha revelado que DRACO induce la apoptosis rápida selectivamente en células mamíferas infectadas por los virus, mientras que deja las células sanas ilesas.